# Ikarus 451
Ikarus 451  je oznaka za 6 prototipnih zrakoplova dizajniranih u Jugoslaviji u 50-ima. 

## Razvoj
Prvi proizvedeni zrakoplov pod ovo oznakom je imao motor s propelerom kojim je upravljao jedan pilot. To je bio konvencionalni niskokrilac s podvozjem koje se moglo uvlačiti. Poletio je 1952. a ubrzo ga je naslijedio 451M ("Mlazni"). Mlazni je ima dva nova Turboméca Palas turbomlazna motora, mogao je nositi jedan 20 mm Hispano Suiza top te 6 raketa pod krilima. Ovo je bio osnovni dizajn te se kasnije njegovom preinakom pokušavao dobiti efikasni vojni zrakoplov.
S-451M Zolja je prvi put poletila 1954. te je imala duži trup i redizajnirane nosače motora. Zolja je poslužila kao osnova za izradu naoružane inačice oznake J-451MM Stršljen  koji je bio namijenjen jurišnim zadacima. Stršljen je imao nekoliko novosti, a tu su bile: noviji motor s dvostruko većim potiskom, bolje naoružanje i izmijenjeno podvozje. Iz Stršljena je razvijena S-451MM Matica (dvosjedni trener) i T-451MM Stršljen II (akrobatski jednosjed).
Nijedan od ovih zrakoplova nije ušao u masovnu proizvodnju, te su proizvedeni samo ovi prototipovi.

## Tehničke karakteristike
Osnovne karakteristike
- posada: 1
- dužina: 7,45 m
- raspon krila: 6,78 m
- površina krila: 8 m2
- visina: 2,32 m

Letne karakteristike
- najveća brzina: 470 km/h
- dolet: 300 km
- najveća visina leta: 8.500 m
- motor: 2 × Turboméca Palas 056A